# Guelph Lake
Guelph Lake är en reservoar i Kanada.   Den ligger i provinsen Ontario, i den sydöstra delen av landet, 400 km sydväst om huvudstaden Ottawa. Guelph Lake ligger 344 meter över havet. Arean är 3,5 kvadratkilometer. Den sträcker sig 3,0 kilometer i nord-sydlig riktning, och 5,0 kilometer i öst-västlig riktning.
Omgivningarna runt Guelph Lake är en mosaik av jordbruksmark och naturlig växtlighet. Runt Guelph Lake är det ganska tätbefolkat, med 70 invånare per kvadratkilometer.